# История Вэй
История Вэй или История династии Вэй (кит. трад. 魏書, упр. 魏书, пиньинь Wèishū, палл. Вэй шу) — историческая хроника династий Северная Вэй (386—535) и Восточная Вэй (534—550) в Китае. Входит в число 24 книг Династийных историй императорского Китая. Составлена в 551—554 гг. историком Вэй Шоу (506—572) по приказу императора династии Вэнь Сюань-ди (Северная Ци).

## Описание
Сразу после составления автор подвергся критике за избирательный подход в отношении предков своих союзников и врагов, либо игнорируя последних, либо описывая только неблаговидные их поступки (поэтому иногда книгу называли Книги Мерзости (кит. трад. 穢書, упр. 穢书) — похожее звучание, другое написание). Из-за множественных доносов чиновников, посчитавших себя оскорбленными, Вэй Шоу был вынужден дважды переделать историю.
С точки зрения современной истории книга Вэй действительно страдает необъективностью, поскольку чрезмерно прославляет династию Северная Вэй, повышая статус предшествующего царства Дай, которое находилось в вассальной зависимости от династий Западная Цзинь, Поздняя Чжао, Ранняя Янь и Ранняя Цинь, но которую книга характеризует как мощную империю, вассалами которой были все перечисленные государства. Все враждебные государства характеризуются как варварские, а против их правителей выдвигаются множественные необоснованные обвинения. Кроме того, автор использует для описания деятелей прошлого китаезированные формы фамилий, введенные императором Юань Хуном (Северная Вэй) в 496 году, что затрудняет идентификацию реальных имен описываемых личностей. Вэй Шоу также критикуется за то, что будучи чиновником династий Восточная Вэй и последующей Северная Ци, он включил в список императоров после разделения Северной Вэй в 534 году только одного императора Сяо Цзин-ди (Восточная Вэй), намеренно проигнорировав трех императоров конкурирующего государства Западная Вэй. Тем не менее, отмечается, что Шоу Вэй смог изложить в виде гармоничной и последовательной истории чрезвычайно путаные и фрагментированные исторические данные за период от царства Дай до раннего периода Северной Вэй.
Первоначально История Вэй включала 131 (цзюаней (свитков)), из которых 12 включали биографии императоров, 92 — обычные или коллективные биографии, и 20 посвящены различным трактатам. Ко времени Династии Сун (960—1279) многие части были утеряны и частично реконструировались редакторами на основе материала Истории Северных династий составленной в VII веке и других хроник. Первые 10 свитков были утеряны безвозвратно. В настоящее время книга включает 124 цзюаня.

## Китайский текст
- 魏收, 魏書 (130卷), 北京 (中華書局), 1973 (Вэй Шоу, Книга Вэй (130 книг), Пекин (Zhōnghuá Shūjú), 1973, в 6 томах, 1904 с.